# Libna (przystanek kolejowy)
Libna – przystanek kolejowy w miejscowości Stari Grad, w regionie Styria, w Słowenii.
Przystanek jest zarządzany przez SŽ-Infrastruktura.

## Linie kolejowe
- Dobova – Lublana